# Conchal (ort)
Conchal är en ort i Brasilien.   Den ligger i kommunen Conchal och delstaten São Paulo, i den sydöstra delen av landet, 700 km söder om huvudstaden Brasília. Conchal ligger 594 meter över havet och antalet invånare är 21 351.
Terrängen runt Conchal är huvudsakligen platt. Conchal ligger nere i en dal. Conchal är det största samhället i trakten.
Omgivningarna runt Conchal är en mosaik av jordbruksmark och naturlig växtlighet. Runt Conchal är det ganska tätbefolkat, med 179 invånare per kvadratkilometer.